# ¡El estrellato!
¡El estrellato! es una historieta de 2002 del autor de cómics español Francisco Ibáñez, perteneciente a su serie Mortadelo y Filemón.

## Sinopsis
Se va a llevar a cabo el rodaje de la película de Mortadelo y Filemón que intentará plasmar una de sus misiones, para lo cual los dos agentes, el Superintendente Vicente, Bacterio y Ofelia se convertirán en actores. 
El proyecto no resulta fácil debido a los continuos accidentes y golpes que van acabando con los distintos Directores de cine contratados. La realización de la propia película, por otro lado, esconde intenciones oscuras por parte de un productor, que resulta ser el dictador de la República de Chula, Antofagasto Panocho (que ya apareció anteriormente en El tirano).

## Creación y trayectoria editorial
Este tebeo está dibujado a partir de la inmersión del propio Ibáñez en el mundo del cine, cuando sus personajes más famosos fueron adaptados a la gran pantalla por Javier Fesser en la superproducción española La gran aventura de Mortadelo y Filemón . Por ello aparecen elementos de la película como el mosquito, el DDT, el 13 Rue del Percebe donde vive la madre de Filemón, Rompetechos, etc. Su primera edición fue en 2002 en el número 92 de la colección Magos del Humor, después se editó en el número 165 de la cuarta época de Colección Olé, y más tarde en el número 38 de Súper Humor.